# Những đứa trẻ của Busby

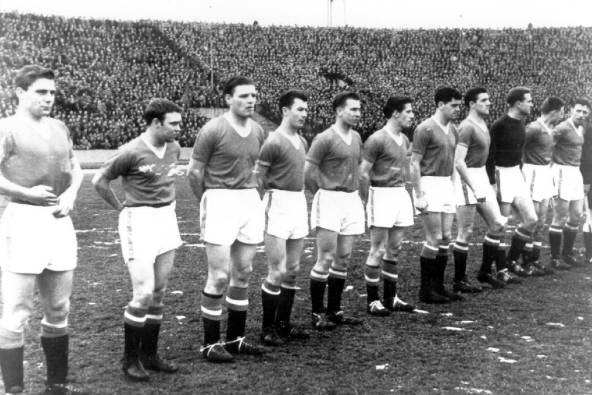

Tên gọi "Busby Babes" là tên được đặt cho nhóm cầu thủ Manchester United, được tuyển chọn và đào tạo bởi trinh sát đội trưởng Joe Armstrong và trợ lý Jimmy Murphy (người đã trưởng thành từ đội trẻ của câu lạc bộ) thành đội đầu tiên dưới sự quản lý của Matt Busby.
Đội "Busby Babes" không chỉ trẻ và tài năng nhưng phát triển cầu thủ theo phương pháp riêng của Câu lạc bộ, chứ không phải mua từ các câu lạc bộ khác, đó là phong tục sau đó, cũng như bây giờ. Phóng viên Frank Nicklin của tờ báo Manchester Evening News năm 1951  thường đề cập đến các cầu thủ đã giành chức vô địch giải đấu trong mùa giải 1955-1956 và 1956-1957 với độ tuổi trung bình lần lượt là 21 và 22 
Tám trong số các cầu thủ đó là: Roger Byrne (28), Eddie Colman (21), Mark Jones (24), Duncan Edwards (21), Billy Whelan (22), Tommy Taylor (26), David Pegg (22) and Geoff Bent (25) – đã chết trong hoặc là kết quả của các thảm họa máy bay Munich vào tháng 2 năm 1958, trong khi Jackie Blanchflower(24) và cầu thủ lớn tuổi Johnny Berry(31) bị thương đến mức họ không bao giờ chơi bóng được nữa.
Một vài trong số các cầu thủ trong đội lúc này đã thực sự được mua từ các câu lạc bộ khác, mặc dù một trong số đó, thủ môn Ray Wood, chỉ 18 tuổi khi ông gia nhập United từ Darlington năm 1949. Kế Wood trong đội đầu tiên là Harry Gregg, ký kết vào tháng 5 năm 1957, đã được ký kết từ Doncaster Rovers là thủ môn đắt giá nhất thế giới vào thời điểm đó với giá 23,500£. Tommy Taylor đã từng là một trong những cầu thủ đắt giá nhất trong bóng đá Anh khi United trả 29,999£ cho anh khi anh 21 tuổi từ Barnsley vào năm 1953, trong khi Johnny Berry (trong độ tuổi ba mươi của mình vào thời điểm vụ tai nạn Munich) đã ký hợp đồng miễn phí vào năm 1951, khi ông mới 25 tuổi.
Đáng chú ý "Busby Babes" khác bao gồm hậu vệ Bill Foulkes, hai cầu thủ chạy cánh Kenny Morgans và Albert Scanlon, tiền đạo Dennis Viollet, tiền vệ Wilf McGuinness (người sau này làm huấn luyện viên cho United); tiền đạo John Doherty và Colin Webster.
Người cuối cùng còn sót lại từ thảm họa Munich, đó là: Bobby Charlton (20), đã nghỉ hưu trong năm 1975; mặc dù anh đã rời khỏi Manchester United hai năm trước đó, ông đã tiếp tục chơi với vai trò cầu thủ kiêm Huấn luyện viên của Preston North End. Là một cầu thủ, ông lập kỷ lục khả năng ghi bàn cho Manchester United và đội tuyển Anh, và lịch sử ghi lại sự đóng góp 35 năm của ông sau khi trận đấu cuối cùng của ông cho United.